# Sheila Ritchie
Sheila Ritchie (Perth, 18 maggio 1957) è un avvocato e politica britannica dei Liberal-Democratici, europarlamentare della IX legislatura dal 2019 al 2020.

## Biografia
Laureata in giurisprudenza presso l'Università di Aberdeen. Ha lavorato presso Iain Smith & Company e Alistair Gibb & Co. Successivamente, ha co-fondato lo studio legale Grant Smith Law Practice, di cui è diventata partner e direttrice. Attivista del ramo scozzese del Partito Liberale e poi dei Liberal-Democratici. È stata consigliera distrettuale di Gordon e membro del Comitato economico e sociale europeo. Alle elezioni europee del 2019, è stata eletta al Parlamento europeo per la IX legislatura.